# Nils Psilander Psilanderskjöld
för Nils Psilander (1620-1682) häradshövding på Åland se Nils Psilander, för borgmästaren Nils Psilander (1656-1709) se Nils Psilander, för militären Nils Psilander (1682-1734) se Nils Psilander för sjömilitären Nils Psilander (1707-1783) se Nils Psilanderskjöld

Nils Nilsson Psilander, adlad och adopterad Psilanderskjöld, född 31 oktober 1724 på Hammarshus herrgård i Nosaby socken, död 5 december 1782 på Hammar i Nosaby, var en svensk militär och godsägare. 
Han var son till Nils Psilander (1682-1734) och Catharina Margareta Lönn (1700-1773) som var dotter till krigskommissarien Adolf Lönn samt från 1755 gift med Johanna Elisabet Danckwardt 1736-1812 som var dotter till krigsrådet Christian Georg Danckwardt (1701-1763). Paret fick sex barn, varav sonen Nils Georg Psilanderskjöld (1762-1841) blev krigsråd.
Psilanderskjöld blev student vid Lunds universitet 1738 och kadett vid artilleriregementet 1745; genom ett byte överfördes han som livdrabant samma år. Han blev löjtnant vid [södra skånska kavalleriregementet] 1750 och förflyttades till norra skånska kavalleriregementet 1756. Han erhöll ryttmästares avsked 1758. Psilander adlades 1770 och adopterades på sin fars sysslings, amiralen Nils Psilanderskjölds adliga namn och nummer och introducerades 1776. Psilanderskjöld bodde och drev sin familjs släktgård Hammarshus herrgård i Nosaby socken 1773-1782. När han avled drev änkan gården fram till 1784 då hon överlät egendomen till överstelöjtnanten Carl Erik Benzelstierna.